# Ronda de Atocha
La Ronda de Atocha es una vía pública del distrito de Embajadores de la ciudad de Madrid, que desciende en dirección oeste-este desde el nudo de Atocha hasta la Ronda de Valencia en dirección a la Glorieta de Embajadores. En su breve recorrido de apenas medio kilómetro, se encuentran la fachada del edificio Nouvel de ampliación del Museo Reina Sofía y la última sede del Circo Price.

## Historia
La Ronda de Atocha da nombre desde 1980 al primer tramo del cinturón de rondas o paseo de ronda que se diseñaron al final del primer tercio del siglo xix siguiendo el perímetro de la vieja Cerca de Felipe IV, cuya demolición finalizó el año 1868. En su zona sur partía de la antigua Puerta de Atocha hacia la Puerta de Toledo, creando la Ronda de Valencia (por el portillo de Valencia), y la de Toledo, que luego tuvieron continuación con la de Segovia. Los cronistas Peñasco y Cambronero dan noticia de que la vía ya aparece como tal cuando se levantó el plano de Teixeira en 1856, y que existían construcciones particulares en las afueras de la Puerta de Atocha desde 1627.
Entre 1941 y 1980 tomó el nombre del dictador y general Miguel Primo de Rivera, cuando ya se conocía familiarmente este tramo como ronda de Atocha, nombre que recuperó de forma oficial con la institución de un gobierno y ayuntamiento democráticos, como así mismo ocurriría en otras capitales españolas.

## Edificios principales

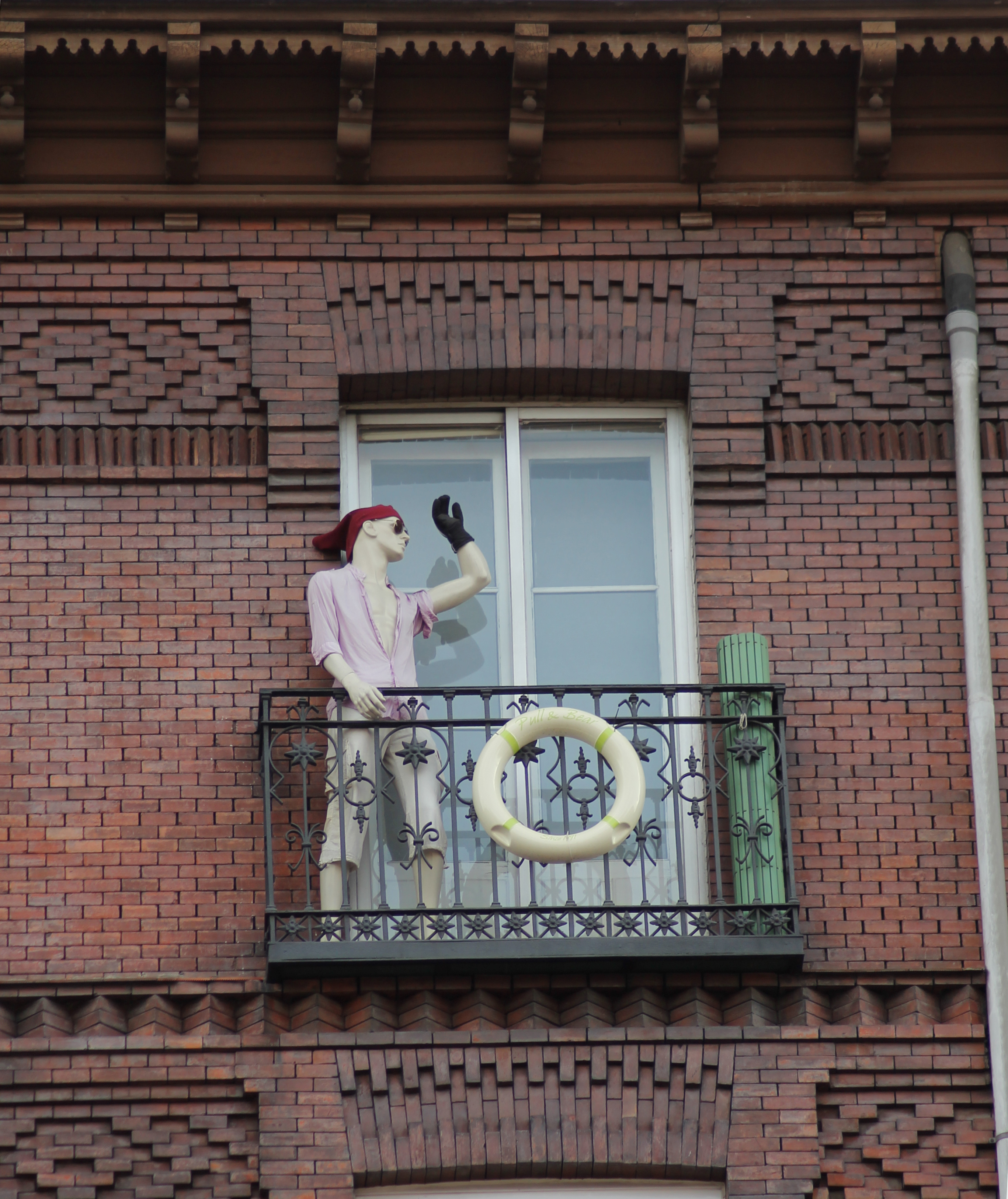
Un detalle castizo en la fachada mudéjar del número 33 de la Ronda de Atocha (en 2015)

Desde 2005, se encuentra en el inicio de la Ronda de Atocha, el Edificio Nouvel, espacio artístico de ampliación del Museo Nacional Centro de Arte Reina Sofía, obra del arquitecto Jean Nouvel.
En 2002, el Ayuntamiento de Madrid aceptó un proyecto del arquitecto Mariano Bayón para rehabilitar la antigua fábrica de galletas Pacisa como sede del Teatro Circo Price, como circo estable de Madrid, edificio que se inauguró en el número 35 de la Ronda en 2007.